# Peter Höner
Peter Höner (* 17. Januar 1947 in Eupen) ist ein Schweizer Schriftsteller, Schauspieler und Dramatiker.

## Leben
Peter Höner wuchs in Belgien und der Schweiz auf. Er schreibt Prosa, Theaterstücke, Hörspiele und Drehbücher. Er lebt und arbeitet auf dem Iselisberg.
Im Zeitraum von 1969 bis 1972 absolvierte er ein Schauspielstudium an der Staatlichen Hochschule für Musik und darstellende Kunst in Hamburg. Als Schauspieler arbeitete er u. a. in Hamburg, Bremen, Berlin, Basel, Mannheim und Baden. Seit 1981 ist er freischaffender Schriftsteller, Schauspieler und Regisseur. Von 1986 bis 1990 hielt er sich in Afrika auf und von 1997 bis 2000 war er Präsident der Gruppe Olten. Als Stiftungsrat wirkte er in der Kulturstiftung des Kanton Thurgau von 2012 bis 2019.
Höner ist weiterhin Mitglied des Schriftstellerverbandes für Autorinnen und Autoren der Schweiz AdS.

## Auszeichnungen
- 1982: Werkjahr Kanton Aargau
- 1989: Werkbeitrag Pro Helvetia
- 1990: Ehrengabe der Stadt Zürich
- 1993: Werkbeitrag Kanton Zürich
- 1997: Werkjahr Stadt Zürich
- 2014: Werkbeitrag Kulturstiftung Kanton Thurgau
- 2016: Stipendium Franz-Edelmaier-Residenz für Literatur und Menschenrechte[1]

## Werke

### Prosa
- Rafiki Beach Hotel. Limmat, Zürich 1990, ISBN 9783857911729.
- Das Elefantengrab[2]. Limmat, Zürich 1992, ISBN 9783857911996.
- Seifengold. Limmat, Zürich 1995, ISBN 9783857912351.
- Am Abend als es kühler ward. Limmat, Zürich 1998, ISBN 9783453171473.
- Die indische Prinzessin. Edition Howeg, Zürich 1998, ISBN 9783857361753.
- Bonifaz – Ingenieur seines Glücks. Limmat, Zürich 2001, ISBN 9783857913563.
- Wiener Walzer – Mord im Euronight 467. Limmat, Zürich 2003, ISBN 9783857914331.
- Rallye Peking-Paris. Orell Füssli, Zürich 2007, ISBN 9783280061039.
- Gynt. Limmat, Zürich 2011, ISBN 978-3-85791-623-6.
- Kenia Leak. Limmat, Zürich 2017, ISBN 978-3-85791-837-7.
- HG Neunzehn[3]. Edition Howeg Zürich 2019, ISBN 978-3-85736-332-0.
- Rocha Monte. Septime, Zürich 2023, ISBN 978-3-99120-020-8.

### Theaterstücke
- En Muurerstreik[4]. Schauspiel in 12 Bildern, theaterverlag ELGG, Uraufführung: „Claque“ Baden und Theaterspektakel Zürich, 1981, Theaterverlag ELGG
- Abschied von Venedig. Komödie, S. Fischer-Verlag, Uraufführung: Theater der Stadt Kiel, 1982
- Immer Schwiinswürschtli und KV. Theaterstück für Jugendliche, Uraufführung: Stadt Zürich, 1982
- Anna und Paul. Theaterstück, Uraufführung: Bremgarten und Zürich, Theaterspektakel 1994
- Prolet Lear. Theaterstück, S. Fischer-Verlag, Uraufführung: Neumarkttheater Zürich, 1984
- Uf 2x Tuusig und z'rugg. Festspiel für die 2000 Jahrfeier Vindonissa, Uraufführung: Amphitheater Windisch, 1986
- Nach Babylon. Tragikomödie, S. Fischer-Verlag 1989
- Albert und Albert oder DERDIEDAS FRAUMANNKIND. Theaterstück, S. Fischer-Verlag 1990
- Minotaurus. Theaterstück für die Schule, Uraufführung: Stadt Zürich, 1990
- Sparschwein. Groteske in 7 Bildern, Uraufführung: Stadt Zürich, 1992
- Höhenlust. Ein Nachtstück, Uraufführung: Theater 1230 Bern, 1992
- Love Robinson. Theaterstück für die Schule, Uraufführung: Stadt Zürich, 1995
- Rezeptur wider das Böse. Groteske in einem Akt, Uraufführung: Luxemburg, 1995
- De Stilli. Festspiel, Uraufführung: Jubiläum des Dorfes Stilli, 1996
- Die Helvetische Sphinx. Opernlibretto, Uraufführung: Saalbau Aarau, 1996
- Linie 13. Theaterstück für Jugendliche, Uraufführung: Stadt Zürich, 1998
- Café Pelikan. Theaterstück, Uraufführung: Theatergruppe "ressort K", Chur 1998
- Seitenwechsel. Theaterstück, Uraufführung: Landesbühne-Nord, Wilhelmshaven, 2001
- Zauber der Mareien. Festspiel, Uraufführung: Kurtheater Baden, 2002
- Nimm mich mit. Theaterstück für Kinder, Uraufführung: Stadt Zürich, 2005
- Lehrling gesucht. Theaterstück für Jugendliche, Uraufführung: Stadt Zürich, 2005
- Die 13. Leiche. eine Farce, 2006
- Sarah und Luca. Jugendstück, Uraufführung: Stadt Zürich, 2010
- Hereinspaziert. Theaterstück, theaterverlag ELGG, Uraufführung: FTT (Freies Theater Thurgau) 2012
- Bilal. Theaterstück, Kiepenheuer Verlag, Uraufführung: 21. Januar 2012 Landesbühne-Nord Wilhelmshaven 2012

### Hörspiele
- Fatuma. Hörspiel, Radio DRS 1988
- Die Schwarze Schweiz. Hörspiel, Radio DRS, 1990

### Fernsehspiel
- De Setzgrind. Fernsehspiel, Fernsehen DRS, 1983

## Herausgeberschaft
- mit Michèle Minelli: Schreiblexikon, das, Schreibwerk Ost, Iselisberg 2017, ISBN 978-3-033-06042-5
- mit Michèle Minelli: Die ungeschriebenen Briefe und weitere Geschichten, Edition Howeg 2020, ISBN 978-3-85736-349-8.
- mit Michèle Minelli: Werkschau, Edition Schreibszene 2020, ISBN 978-3-7526-1139-7
- mit Michèle Minelli: Werkschau, Edition Schreibszene 2021, ISBN 978-3-7543-9871-5
- mit Michèle Minelli: Der Seiltänzer und weitere Geschichten, Edition Howeg 2021, ISBN 978-3-85736-366-5